# Chiesa di Santa Maria (Kilmington, Wiltshire)
La chiesa di Santa Maria (in inglese St Mary's church), o in modo più completo chiesa di Santa Maria Vergine, è la parrocchiale anglicana che si trova a Kilmington, villaggio e parrocchia civile della contea del Wiltshire, nel Sud Ovest dell'Inghilterra, Regno Unito. Il luogo di culto risale al XIV secolo, rientra nella diocesi di Salisbury ed è considerato dall'English Heritage un monumento classificato di seconda categoria per il suo particolare interesse storico e architettonico.

## Storia

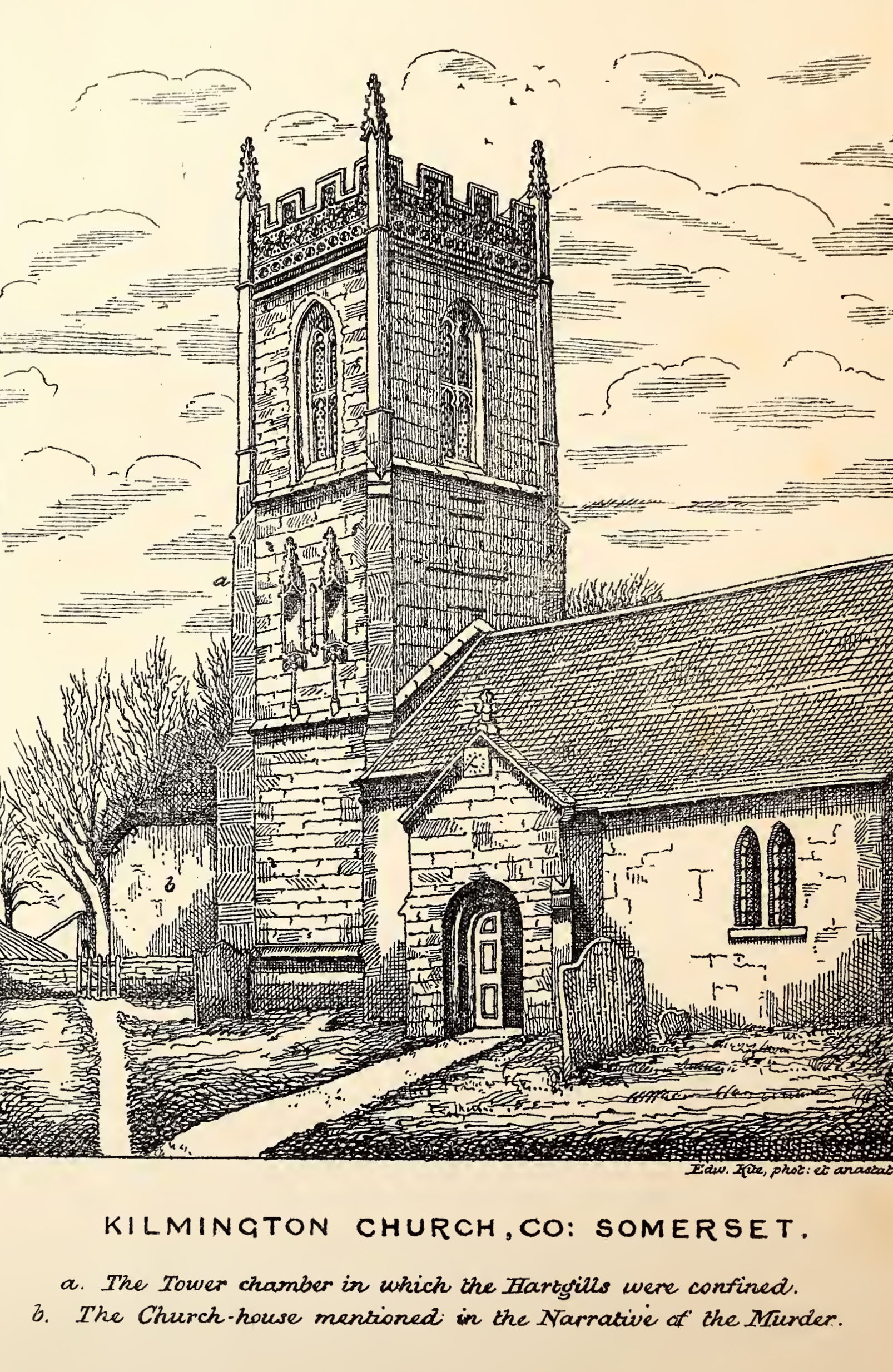
Chiesa di Santa Maria a Kilmington in una stampa del 1864

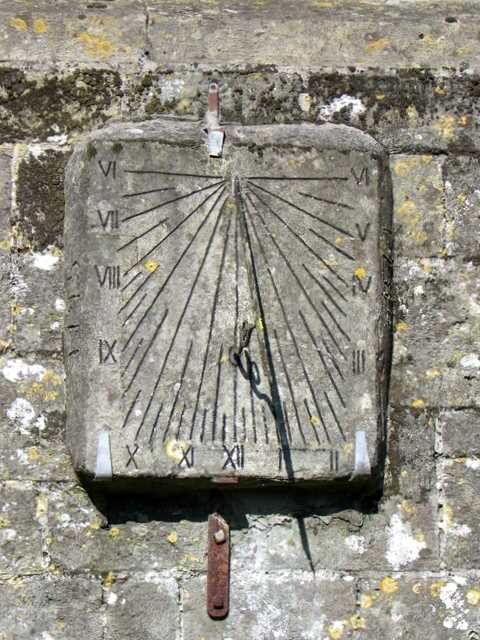
Meridiana

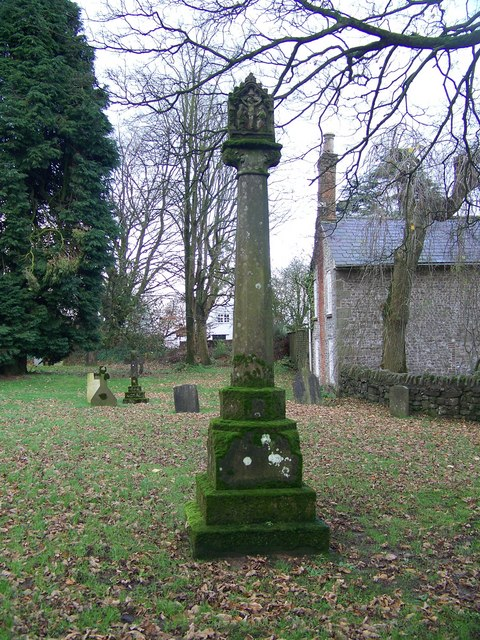
Cimitero della chiesa di Santa Maria Vergine a Kilmington. Grande croce monumentale

La chiesa parrocchiale di Kilmington con dedicazione alla Santa Maria Vergine fu originariamente costruita forse nel 1338, ma gli unici resti visibili risalenti a tale periodo sono l'arco vicino all'organo e il campanile. Nel 1837 il reverendo W. Phelps scrisse: "È costituita da una navata con cappelle su ciascun lato che formano un transetto, con un presbiterio e un portico. Non vi sono finestre a est, ma finestre a sesto acuto su ciascun lato. Il campanile è una modesta copia di quello di Bruton". In seguito, nel biennio 1863-1864, il reverendo H. Fox Strangeways costruì la sagrestia e ricostruì il presbiterio e Mark Warburton, che divenne rettore nel 1867, si mise subito al lavoro per restaurare la navata, demolendo la cappella Hartgill, costruendo la navata laterale nord e ampliando il vecchio portico dove si trova l'organo. Fu realizzato un nuovo ingresso sotto il campanile e fu installato un nuovo fonte battesimale.
Si dice che la torre, alta circa 18 metri, sia stata costruita nel 1420 da Sir Richard Bray, forse un parente di Sir Reginald Bray, un altro architetto che progettò la cappella di re Enrico VII nell'abbazia di Westminster. Fu restaurata nel 1906, quando si colse l'occasione per sostituire anche le due figure sulla parete sud esterna, probabilmente distrutte ai tempi di Cromwell, una raffigurante Santa Maria Vergine e l'altra l'Angelo Gabriele. Il giglio tra le figure è originale e si è salvato dalla distruzione. Originariamente la torre ospitava quattro campane, ma sono state trascurate nel corso degli anni e ne rimane una, che non può oscillare ma viene percossa con un batacchio. Pesa 8 quintali e si trova nel primo scomparto salendo sulla torre, e è probabilmente qui che si rifugiarono gli Hartgill. All'estremità orientale della navata nord, costruita nel 1867, si trova il sito della cappella Hartgill, dove sono sepolti molti membri della famiglia, compresi coloro che furono assassinati. La finestra orientale nella navata nord fu eretta nel 1868 da Henry e William Hartgill in memoria delle vittime dell'omicidio. Una targa in ottone lì vicino commemora Joseph Lush, la cui famiglia visse a Hartgills, l'antico nome della Manor House per circa 200 anni. La finestra orientale del presbiterio fu eretta nel 1878 e, nella navata, l'antico arco del XIV secolo conduce al portico dell'antica chiesa, ampliata e ricostruita secondo il progetto del 1867 per contenere l'organo, che si dice provenga da una cappella della cattedrale di Salisbury.
Gli omicidi di Hartgill sono legati alla storia della chiesa. Nel 1557 William Hartgill ebbe una lunga faida con Lord Stourton, che viveva a Stourton Castle, dove sorge Stourhead. Si racconta che Lord Stourton giunse alla chiesa di Kilmington la domenica di Pentecoste del 1557 con molti uomini armati di archi e fucili. John Hartgill uscì dalla chiesa, sguainò la spada e corse nella casa paterna. Suo padre, William, e sua moglie salirono sul campanile della chiesa con alcuni servi per mettersi in salvo. John Hartgill uscì di casa con il suo arco lungo e un fucile carico e cacciò Lord Stourton e tutti i suoi uomini dalla casa e dalla chiesa, tranne i dieci che si trovavano all'interno. Il padre di John Hartgill ordinò al figlio di recarsi a cavallo a Corte e di raccontare all'onorevole Consiglio l'accaduto. Inviarono Sir Thomas Speke, allora Alto Sceriffo del Somerset per consegnare i prigionieri nella torre e rinchiudere Lord Stourton nella prigione di Fleet. Non appena John Hartgill fu in viaggio verso Londra, gli uomini di Lord Stourton tornarono e rimasero fino al mercoledì della settimana di Pentecoste. Durante questo periodo, William Hartgill e i suoi uomini furono tenuti prigionieri nel campanile della chiesa, sebbene a Mary, sua moglie, fosse stato permesso di tornare a casa la notte di Pentecoste.
Lord Stourton fu condannato a risarcire i danni agli Hartgill e si recò a incontrarli in chiesa l'11 gennaio 1558, portando con sé 60 uomini. Gli Hartgill si allarmarono nel vederli così numerosi e furono rapidamente trascinati nella vicina Church House, dove furono derubati, condotti in canonica e assassinati in una cantina del castello di Stourton. Lord Stourton fu per questo condannato e impiccato con una corda di seta nella piazza del mercato di Salisbury il 6 marzo 1558. Negli anni trenta del XIX secolo si annotò che nel presbiterio non c'era una finestra orientale ma che tuttavia la chiesa era normalmente dotata di banchi. Il presbiterio fu ricostruito nel 1864 e il resto della chiesa, ad eccezione della torre, nel 1869. Il costo di quest'ultima fu di 1.640 sterline e la ricostruzione fornì posti a sedere per 170 persone. I registri parrocchiali dei battesimi del 1596 e di matrimoni e sepolture del 1582, oltre a quelli in uso, sono conservati presso il Wiltshire and Swindon History Centre.

## Descrizione
L'English Heritage ha inserito dal 6 gennaio 1966 la chiesa di Santa Maria della diocesi di Salisbury che si trova a Kilmington tra gli edifici storici come monumento classificato di seconda categoria col numero 1318459.

### Esterni
La chiesa di Santa Maria Vergine si trova in Church Road, nella parte settentrionale dell'abitato di Kilmington, villaggio e parrocchia civile della contea del Wiltshire, nel Sud Ovest dell'Inghilterra, Regno Unito. L'edificio è stato eretto in pietra calcarea e pietrisco e e la copertura del tetto è in tegole con coronamento in ceramica e bordature a corona. La torre e l'ingresso sono a ovest, e la pianta comprende anche la navata centrale e la navata laterale nord, il transetto sud, la sagrestia nord e il coro. La torre a tre piani è stretta, in stile Somerset con contrafforti diagonali e marcapiani. Il portale ovest è ad arco Tudor modanato con modanatura a cappa, la finestra in stile gotico inglese è a quattro luci e inoltre il campanile ha due finestre a sesto acuto con persiane decorative traforate, finestra a due luci a nord sul palco centrale e nel lato sud presenta due nicchie con immagini lavorate a uncinetto con statue raffiguranti la Vergine e di San Gabriele. I contrafforti si estendono fino ai pinnacoli angolari lavorati a uncinetto del parapetto merlato. La navata centrale ha una finestra a tre luci del XIX secolo sul lato sud. Il transetto sud ha il timpano del XIX secolo e presenta una finestra a tre luci in stile gotico a sud e una meridiana in pietra azzerata. Il presbiterio, in stile geometrico decorato, presenta due finestre a due luci a sud e una finestra a tre luci a est. Una targa a timpano dedicata a Edward Wagstaff, morto nel 1795, è attaccata alla parete nord, la sagrestia nord con porta a sesto acuto con assi e una finestra a due luci. L'ampia navata nord ha finestre a tre luci a ovest e a est, quattro finestre a due luci a nord. Il lato nord della torre presenta una torretta poligonale con archi a freccia smussati.

### Interni
La sala è di discrete dimensioni. Il portico sottostante la torre presenta un portale ad arco smussato in stile Tudor che conduce alle scale, un arco della torre a doppio smusso continuo con vetrata del 1903, una targa a muro che ricorda il restauro e quattro onorificenze. La navata ha unsoffitto del XIX secolo a otto campate disuguali, con capriate a collare con controventi curvi su travicelli e arcarecci a vista. Il pavimento è in piastrelle policrome. L'arcata a quattro campate della navata nord è in stile XIV secolo con pilastri ottagonali e archi modanati. La camera dell'organo si trova nel transetto sud, e ha un arco continuo a doppio smusso, forse XV secolo. L'arco del presbiterio del XIX secolo ricorda lo stile del XIII secolo, Il soffitto è a capriate a collare con controventi a tre campate, arco a sesto acuto parzialmente ostruito che conduce alla sagrestia nord. La piccola acquasantiea è sul davanzale della finestra a sud-ovest. Il pulpito poligonale del XVII secolo con pannelli riccamente intagliati è riposizionato su plinto in pietra calcarea del XIX secolo, il fonte battesimale ottagonale in pietra del XIX secolo è all'estremità ovest della navata. I banchi sono del XIX secolo. La vetrata nella finestra est di Anne Warburton è del 1878 circa e la vetrata della finestra est della navata nord è della famiglia Hartgill del 1869 circa. Tra i monumenti figurano una targa in ardesia nel transetto dedicata a Rebecca Combe, morta nel 1644, con una buona iscrizione, un cartiglio barocco edoardiano con stemma araldico dedicato a Georgii Gulielmi Camborne, marmi classici dedicati a Joseph Lush, una targa ovale dedicata a Joseph Lush, un marmo classico che commemora la beneficenza alla cappella Wesleyana, John Hooper.